# デア・カンプフ (オーストリアの雑誌)
『デア・カンプフ』（Der Kampf、「闘争」の意）は、1907年から1938年にかけて発行されていた政治雑誌。当初はウィーンで、後にはプラハ、さらにブルノで発行された。オーストリア社会民主労働党の理論誌とされており、副題として「Sozialdemokratische Monatsschrift（社会民主主義月刊誌）」を掲げていた。日本語では、『カンプ』として言及されることもある。

## 沿革
『デア・カンプフ』は、オットー・バウアー、アドルフ・ブラウン、カール・レンナーら、オーストリア・マルクス主義の立場の人々によって、1907年10月に創刊された。この雑誌は、カール・カウツキーが創刊していた『ディー・ノイエ・ツァイト（新時代）』に範を取っていた。雑誌のおもな目的は、理論問題や、オーストリアにおける労働運動に関する諸問題について、議論の場を提供することであった。『デア・カンプフ』は、近代科学と社会調査手法を支持する立場をとった。
『デア・カンプフ』の編集陣には、オットー・バウアー、アドルフ・ブラウン、カール・レンナーらが加わっていた。この雑誌は、1934年2月に発禁処分とされるまで、ゲオルク・エマリンクによってウィーンで月刊誌として発行されていた。
1934年から1938年にかけて、『デア・カンプフ』は、非合法出版物として刊行され、初めはプラハ、後にはブルノに拠点を置いていた。

## 内容と寄稿者たち
1933年2月、『デア・カンプフ』は、社会民主主義についてのフリードリヒ・アドラーとカール・カウツキーの間のやり取りを掲載した。この雑誌へのおもな寄稿者の中には、マックス・アドラー、フリードリヒ・アウステルリッツ、ロベルト・ダンネベルク、ユリウス・ドイッチ、ウィルヘルム・エレンボーゲン、ルド・モリッツ・ハルトマン、ルドルフ・ヒルファディング、エンゲルベルト・ペルネルシュトルファー、パーヴェル・アクセリロード、アウグスト・ベーベル、エミール・ヴァンダーヴェルデらがいた。レオン（レフ）・トロツキーのテロリズムについての短い記事も、『デア・カンプフ』には掲載された。オットー・バウアーは、通算して 152本の記事を寄稿し、その大部分は、国内、国際の政治問題や、国際的な労働者運動と社会民主党の面倒な問題に関わる内容であった。バウアーは、数多くの変名を使っており、カール・マン (Karl Mann) とか、ハインリッヒ・ウェーバー (Heinrich Weber) などとも名乗っていたが、実名でも寄稿していた。マックス・アドラーが書いた記事の一つは、失業が労働者階級の階級意識に及ぼす影響について論じたものであった。
ユリウス・ブラウンタールは、『デア・カンプフ』の編集陣に加わっていたひとりであった。彼は、記事の執筆もおこない、ベニート・ムッソリーニの国家ファシスト党による大規模な組織的デモ活動とクーデターであったローマ進軍直後の1922年11月に、「Der Putsch der Fascisten（ファシストのクーデター）」と題した記事を寄稿した。